# Stade Jean-Boudrie
Le stade Jean-Boudrie est un stade de football situé à Lucé, en Eure-et-Loir. Inauguré au milieu des années 1960, il est depuis cette date le terrain de jeu de l'Amicale de Lucé football.
Ce stade est l'hôte du match de football ayant accueilli le plus de spectateurs en Eure-et-Loir lors de la réception du FC Nantes, champion de France en titre, par l'Amicale de Lucé en Coupe de France début 1978.

## Historique
Jusqu'en 1965, l'Amicale de Lucé football joue ses matchs à domicile au Stade François-Richoux, dans le centre de Lucé. Celui-ci arrivant à saturation en termes d'utilisation, la municipalité de Lucé décide de créer un nouveau parc sportif qui prend le nom de Jean Boudrie le 24 mars 1967, cofondateur puis président du club (comme François Richoux) jusqu'à l'année précédente.
L'éclairage est inauguré en mai 1973 avec un match de gala entre les anciens de l'Amicale et ceux du Stade de Reims.
Le stade Jean-Boudrie vit les belles heures du football lucéen où l'Amicale accède au deuxième niveau national, en 1976. Elle y reste quatre saisons, jusqu'en 1980.

## Structure et équipements

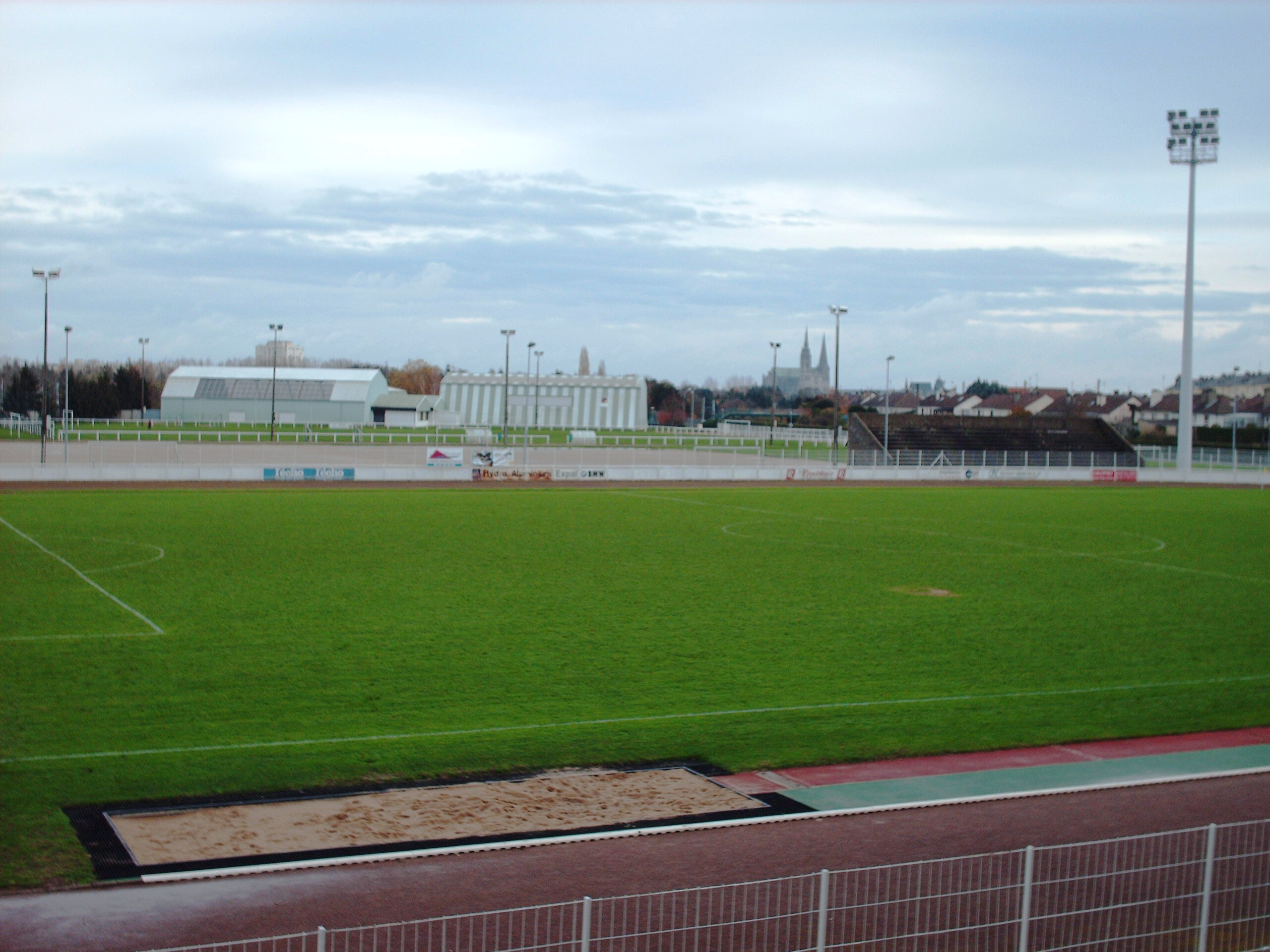
Photo depuis la tribune principale donnant vue sur les trois terrains de football, la piste d'athlétisme et un bac de saut en longueur.

Le stade Jean-Boudrie comprend un terrain de football, appelé terrain d'honneur, en herbe disposant d’un éclairage, d’une tribune de 1 740 places comprenant sept vestiaires avec douches, une infirmerie, un local de rangement, une salle de réunion et une buvette ainsi qu'une seconde tribune latérale découverte de l'autre côté du terrain.
Un terrain de football en stabilisé, un autre en herbe et un demi-terrain à huit en herbe complètent l'équipement ouvert à la pratique du football.
Propriété de la municipalité lucéenne, le complexe sportif Jean-Boudrie comprend aussi dix courts de tennis de deux surfaces, un gymnase et des équipements d'athlétisme (piste de 400m en cendré autour du terrain principal avec une ligne droite de 145 m et avec une rivière de steeple, une aire de saut en hauteur, deux de saut en longueur et quatre de lancer de poids).

## Utilisation du stade
Dès sa création, le stade Jean-Boudrie est dédié à l'Amicale de Lucé et ses divers sections.
Le 23 février 1983, l'équipe de France militaire bat l'armée britannique 3 à 0. Il faut attendre le 9 octobre 1991 pour y revoir une équipe de France juniors A1 et une victoire 2-1 contre la sélection du Luxembourg.
Le club accueille à quatre reprises, en 1993 et 1994 pour l'ALF puis 1998 et 2009 pour d'autres équipes, le Variétés Club de France dans son stade Jean-Boudrie, avec notamment la présence de Michel Platini, Dominique Rocheteau, Maxime Bossis, Vahid Halilhodžić, Mustapha Dahleb ou encore Yannick Noah,.

## Affluences
Le record d'affluence du stade Jean-Boudrie est battu en seizième de finale retour de la Coupe de France 1977-1978 et la réception du FC Nantes, champion de France en titre. Le 27 février 1978, 9 788 spectateurs affluent. Le record d'affluence de 6.500 spectateurs pour Lucé-Strasbourg de la saison 76-77 est battu. 
Un second match sort de la norme. Le 19 octobre 1975, l'Amicale de Lucé reçoit le voisin du VS Chartres en Division 3 devant 5 510 personnes, un record entre deux équipes d'Eure-et-Loir.
| Date             | Sport    | Compétition     | Opposition                      | Affluence | Score |
| ---------------- | -------- | --------------- | ------------------------------- | --------- | ----- |
| 25 février 1978  | football | Coupe de France | Amicale de Lucé - FC Nantes     | 9 788     | 1 - 3 |
| 13 novembre 1976 | football | Division 2      | Amicale de Lucé - RC Strasbourg | 6 243     | 1 - 0 |
| 19 octobre 1975  | football | Division 3      | Amicale de Lucé - VS Chartres   | 5 510     | 1 - 0 |
| 29 janvier 1977  | football | Division 2      | Amicale de Lucé - FC Rouen      | 5 501     | 1 - 1 |

## Galerie de photos

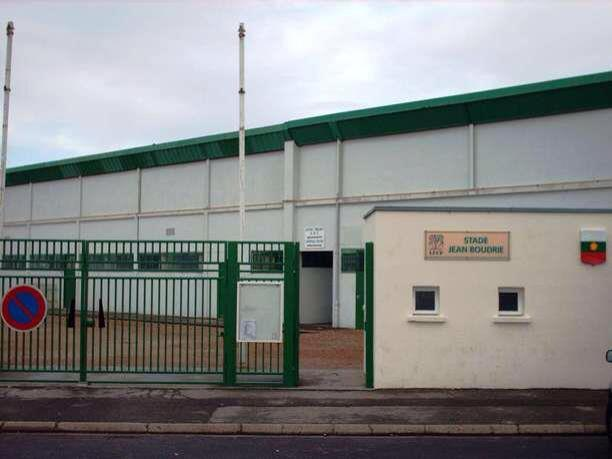
Entrée du stade
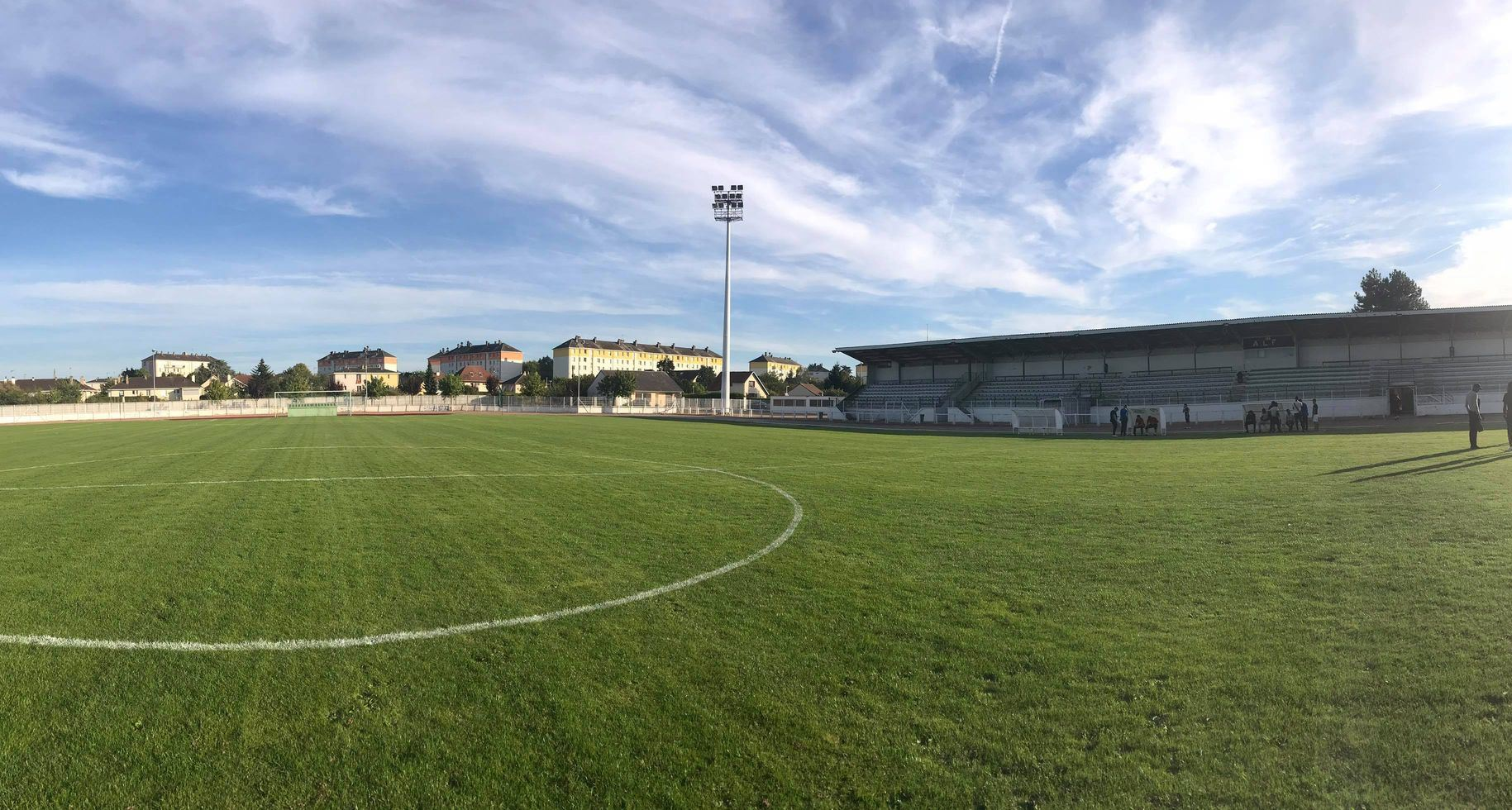
Terrain d'honneur
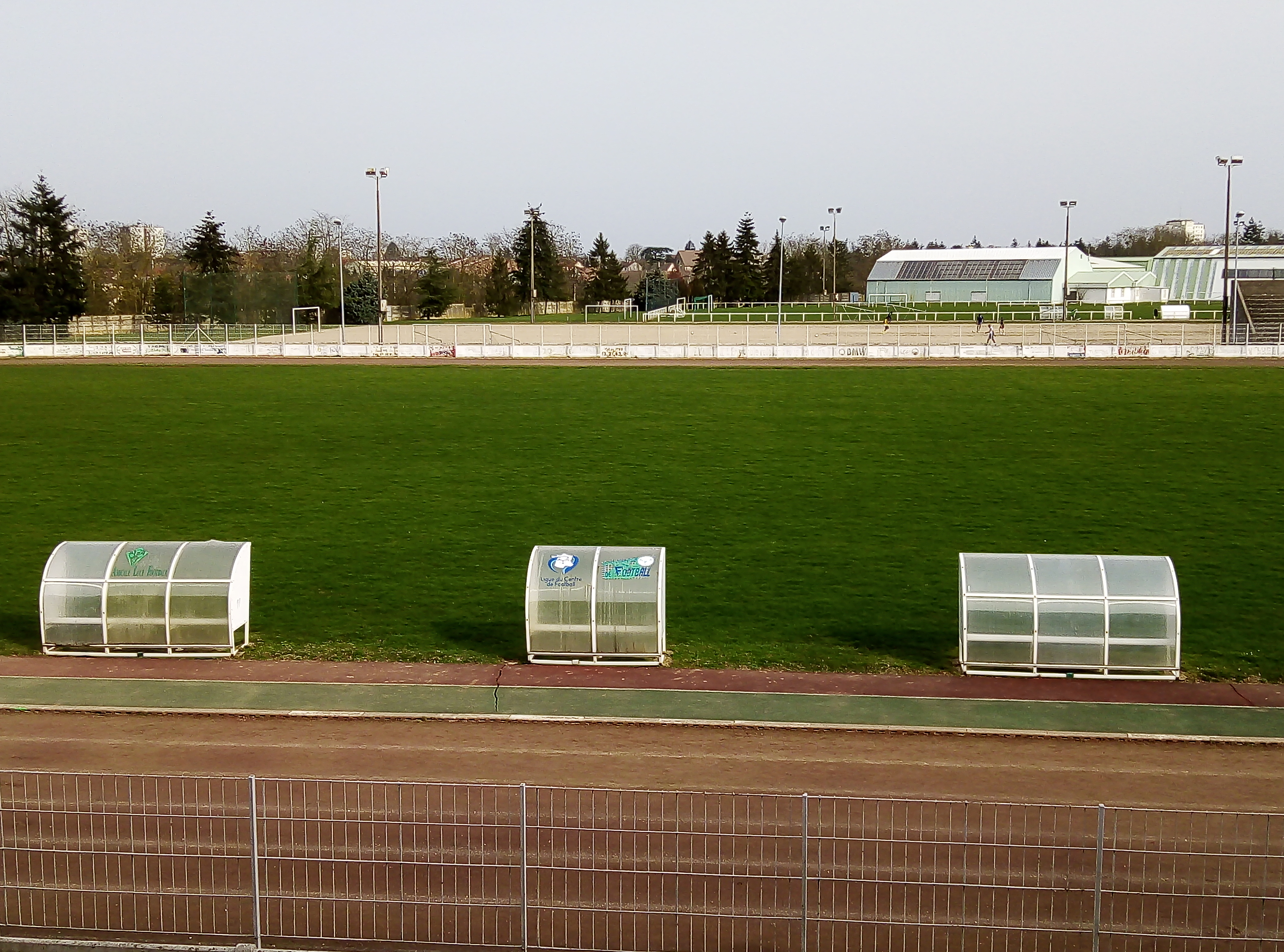
Bancs de touche
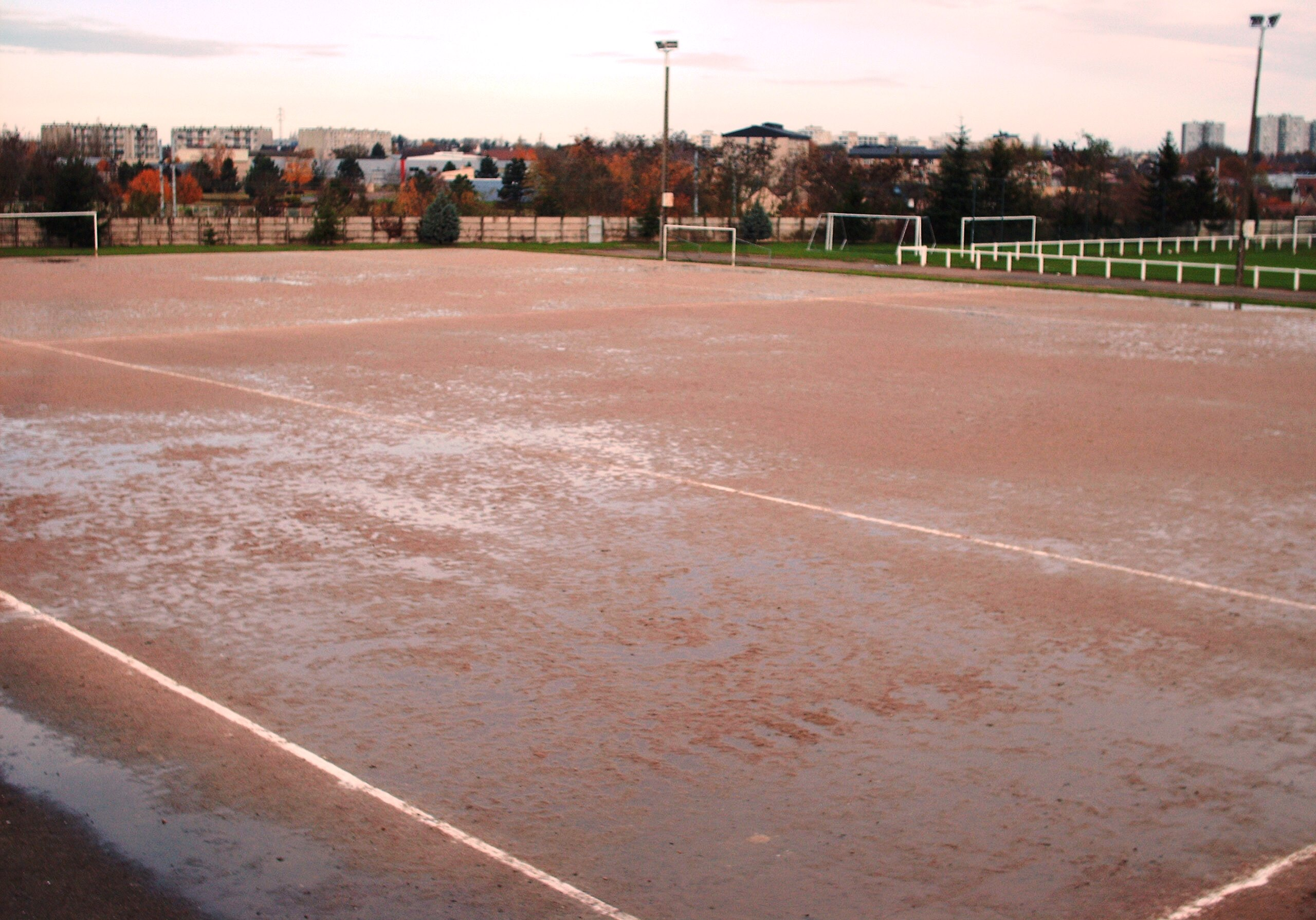
Terrain n°2
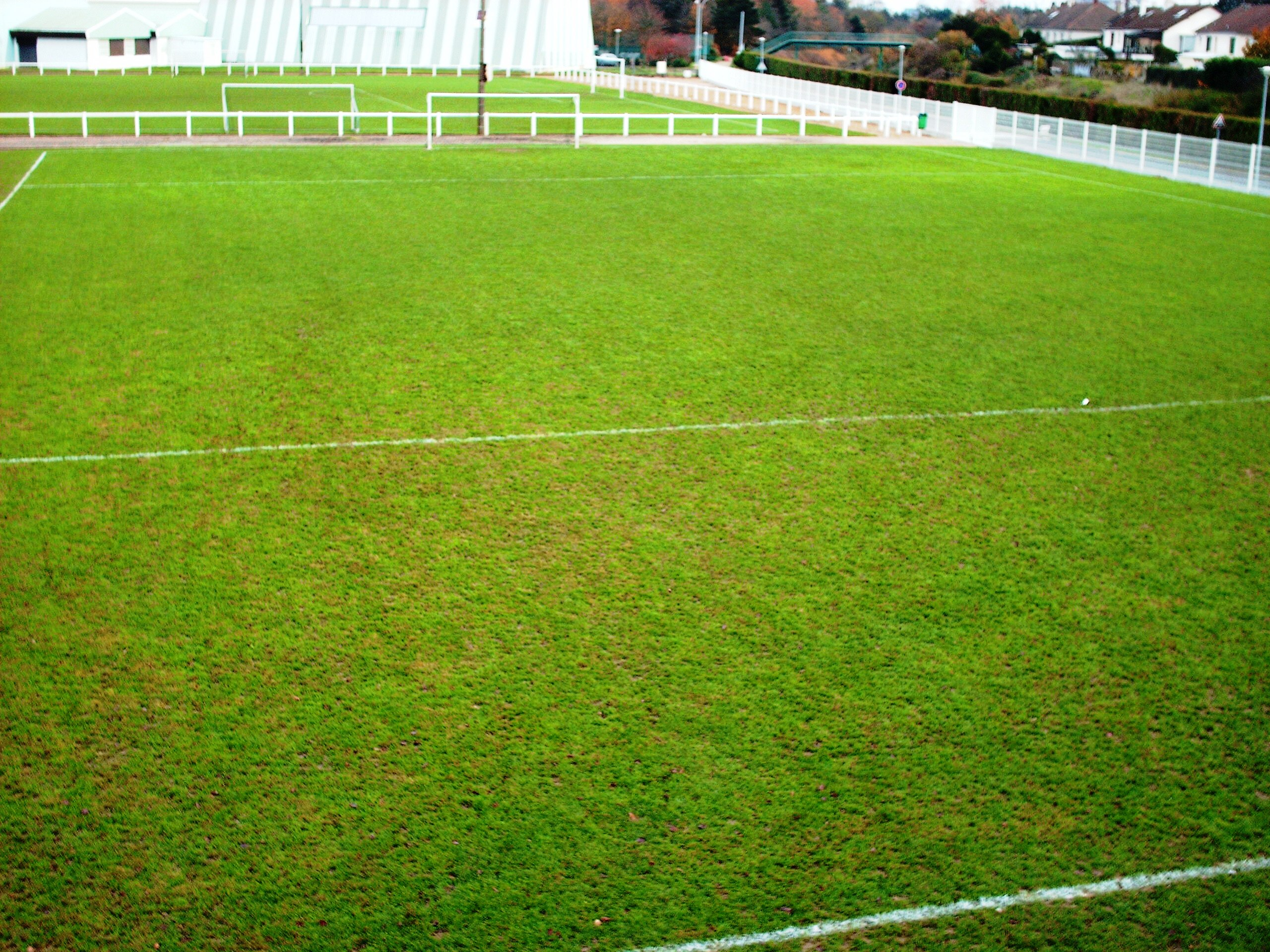
Terrain n°2 bis
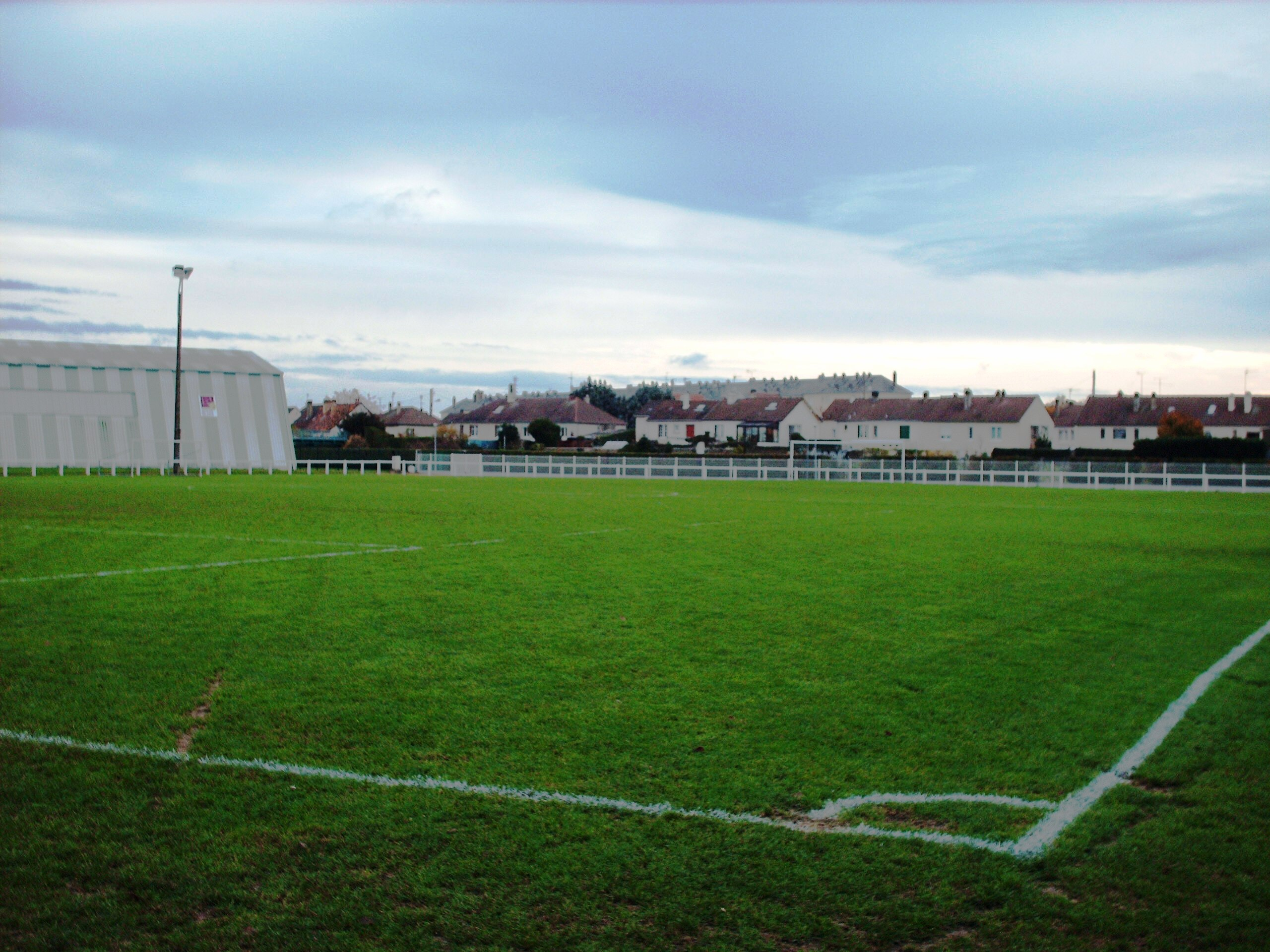
Terrain n°3

## Environnement et accès
Le complexe possède un parking de cent places et est accessible en transport en commun avec le réseau de bus Filibus.